# Gábor Kulcsár
Gábor Kulcsár är en ungersk kanotist.
Han tog bland annat VM-guld i K-2 10000 meter i samband med sprintvärldsmästerskapen i kanotsport 1986 i Montréal.